# Умёт (Тамбовская область)
Умёт — рабочий посёлок в Умётском районе Тамбовской области России. Административный центр района. Население 4243 чел. (2021).
Расположен в восточной части области, в 120 км к востоку от областного центра города Тамбова, севернее федеральной автодороги Р208 Тамбов — Пенза, в верховьях реки Вяжли (бассейн Дона). Железнодорожная станция Умёт на участке Тамбов — Саратов Рязанско-Уральского железнодорожного хода.

## История
Населённый пункт впервые упоминается в 1710 году.
Умёт возник во 2-й половине XIX века как железнодорожная станция, вокзал был открыт в 1870 году. Название, вероятно, произошло от ближайшего села Градский Умёт. В начале XX века в Умёте находились хлебные склады, почтово-телеграфная контора, кредитное товарищество.
После Октябрьской революции 1917 года посёлок стал быстро расти, в 1922 году появились дома по другую сторону железной дороги — улицы Садовая и Железнодорожная.
Первым предприятием на станции стал хлебоприёмный пункт, построенный в 1929 году, в 1974 году началось строительство элеватора, оснащённого современным оборудованием.
Статус посёлка городского типа с 1968 года.

## Население
| 1970  | 1979  | 1989  | 2002  | 2009  | 2010  | 2012  | 2013  |
| ----- | ----- | ----- | ----- | ----- | ----- | ----- | ----- |
| 3635  | ↗4369 | ↗5276 | ↘5000 | ↘4701 | ↗4740 | ↘4650 | ↘4536 |
| 2014  | 2015  | 2016  | 2017  | 2018  | 2019  | 2020  | 2021  |
| ↘4454 | ↘4384 | ↗4409 | ↘4368 | ↘4306 | ↘4180 | ↘4155 | ↗4243 |

Национальный состав
По итогам переписи населения 2020 года проживали следующие национальности (национальности менее 0,1 % и другое, см. в сноске к строке «Другие»):
| Национальность | Численность, чел. | Доля     |
| -------------- | ----------------- | -------- |
| Русские        | 4137              | 97,50 %  |
| Азербайджанцы  | 12                | 0,28 %   |
| Узбеки         | 5                 | 0,12 %   |
| Татары         | 5                 | 0,12 %   |
| Другие         | 84                | 1,98 %   |
| Итого          | 4243              | 100,00 % |

## Экономика
Маслозавод, элеватор, хлебозавод, фермерские хозяйства, предприятия по обслуживанию сельского хозяйства.

## Достопримечательности
- Памятник погибшим воинам в годы Великой Отечественной войны; вечный огонь.
- Церковь Казанской иконы Божией матери.
- Памятник стражам порядка.
- Памятник В. И. Ленину